# Ленинградская улица (Чебоксары)
Ленингра́дская у́лица — улица в Чебоксарах. Проходит от Красной площади до Кооперативной улицы. Протяжённость улицы составляет 896 метров .

## История

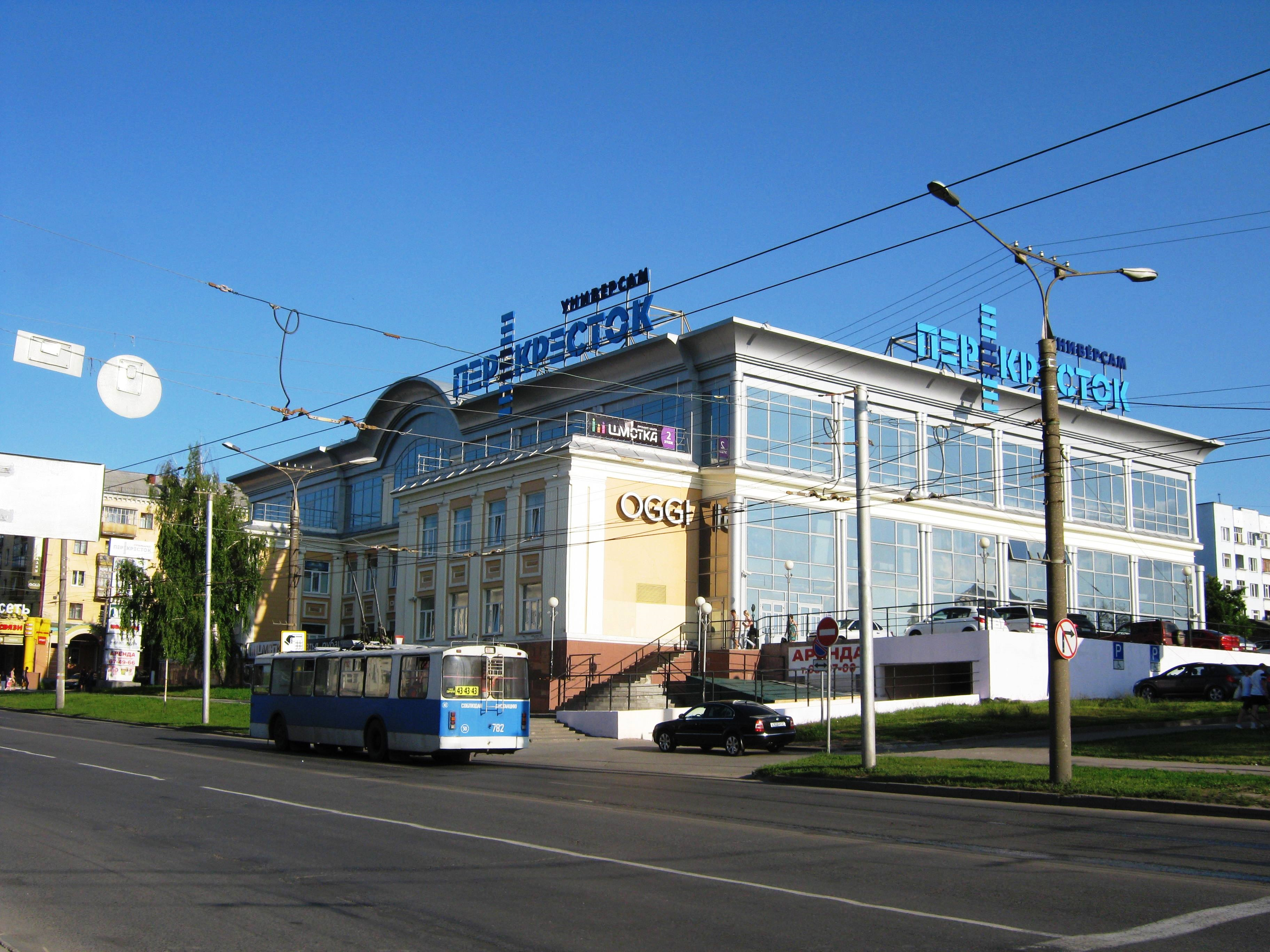
Дом 22 на перекрёстке с улицей Композиторов Воробьёвых. Универсам «Перекрёсток»

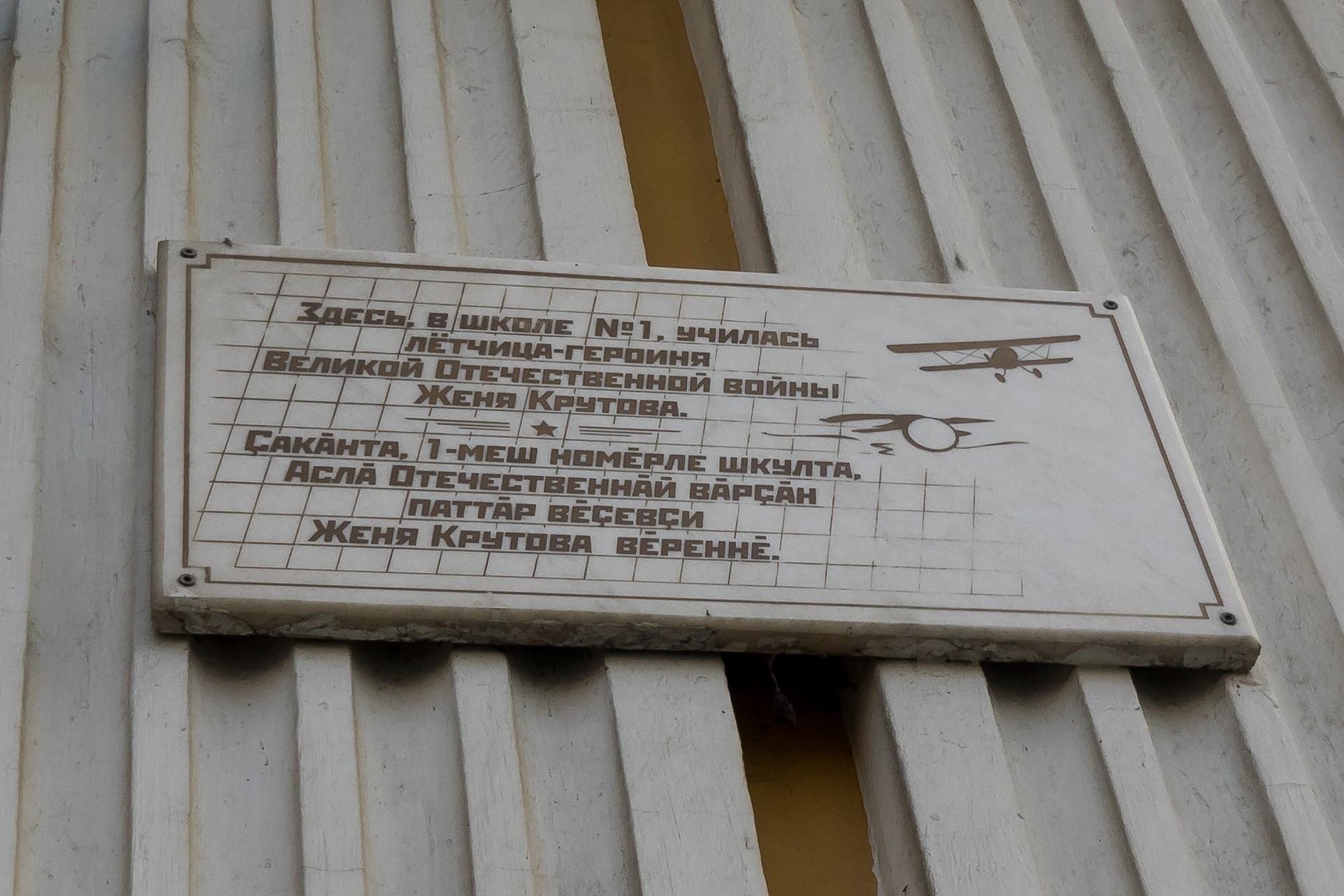
Мемориальная табличка на бывшем здании школы № 1

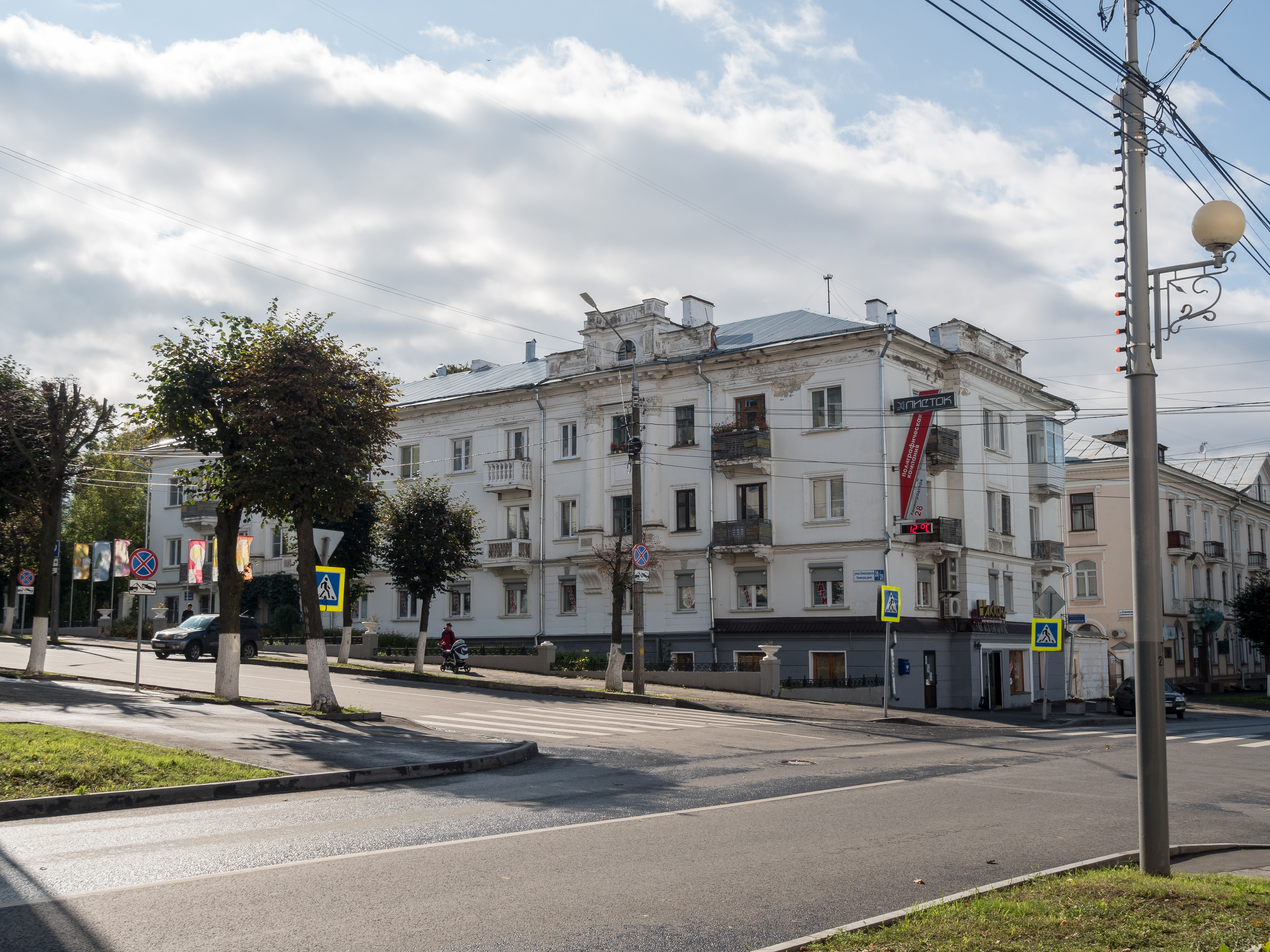
Жилой дом на перекрёстке с улицей Дзержинского

Историческое название — Благовещенская (по другим данным — Почтовая (Почтовская), по А. И. Терентьеву — Староблаговещенская). С установлением Советской власти, в начале 1920-х годов, улица была названа именем видного советского деятеля — Льва Троцкого.
Позднее переименована в честь эвакуированного в военном, 1942, году в Чебоксары ленинградского завода «Электрик», на основе которого был создан Чебоксарский электроаппаратный завод (по другим данным переименование состоялось ещё в 1929 году).
Часть улицы в 1970-е годы в связи со строительством Чебоксарской ГЭС была снесена.

## Здания и сооружения
- № 22 / 15  памятник архитектуры (региональный) Универсам «Перекрёсток». Бывшее здание школы. Дом, в котором в годы Великой Отечественной войны в 1941—1945 гг. размещался эвакогоспиталь № 3058. На фасаде здания присутствуют мемориальные доски в честь лётчицы Жени Крутовой, учившейся до войны в этой школе, в честь поэта Кайсына Кулиева, проходившего в годы войны лечение в этом эвакогоспитале[4].
- № 28  памятник архитектуры (региональный) Жилой дом, 1949 год. Архитектор Ф. С. Сергеев.